# Mi Museo Iquitos
Mi Museo Iquitos es un museo antropológico que se encuentra en el Parque Zonal, dentro del distrito de Iquitos, en Iquitos, al oriente del Perú.

## Historia
El museo es de propiedad pública dentro del Parque Zonal, sus exhibiciones retratan las costumbres y el arte precolombino y moderno de los pueblos indígenas amazónicos y de la historia del departamento de Loreto, destacándose especialmente desde la fiebre del caucho hasta la guerra colombo-peruana.